# Brachydesmus reversus
Brachydesmus reversus är en mångfotingart som beskrevs av Henri W. Brölemann 1894. Brachydesmus reversus ingår i släktet Brachydesmus och familjen plattdubbelfotingar. Inga underarter finns listade i Catalogue of Life.